# ВО-7 «Сучава»
ВО-7 «Сучава» — запланована воєнна округа  Української повстанської армії, № 7 (Буковина), частина оперативної групи УПА-Захід.
Мала охоплювати терени Південної Буковини і Мармарощини, однак перебувала тільки у стадії організації, командира Групи не було призначено, реально існував ТВ «Буковинський»; у листопаді 1944 приєднана до ВО-4 «Говерла».